# PANCH – Performance Art Network CH

Logo

PANCH – Performance Art Network CH ist ein Fachverband für Performance-Künstler in der Schweiz. Die Mitglieder engagieren sich für die Sichtbarmachung zeitgenössischer Performance-Kunst in der Schweiz, greifen Themen um Performance auf, organisieren und reflektieren Veranstaltungen in der Schweiz und bündeln diese auf ihrer Internet-Plattform.

## Geschichte
2013 befragten Chris Regn und Andrea Saemann während ihrer Veranstaltung Konzil, Akteure der Performance Szene Schweiz zu ihren Befindlichkeiten und Bedürfnissen und verfassten daraus einen Bericht, den sie im Anschluss bei Performance-Festivals in Basel, Genf und Bern vortrugen.
Im Oktober 2013 entschied sich eine lose Gruppe von Performance-Künstlern, wegen der Dringlichkeit der Anliegen, das Performancenetzwerk Schweiz zu gründen und luden 2014 zu fünf Netzwerktreffen ein, woraus verschiedene Projekte initiiert wurden. Als organisatorisches Fundament wurde im November 2014 der Verein PANCH – Performance Art Network CH gegründet.
Die Gründungscrew sind Angela Hausheer, Andrea Saemann, Christine Bänninger, Chris Regn, Dorothea Rust, Dorothea Schürch, Dominik Lipp, Franziska Bieri, Gisela Hochuli, Juerg Luedi, Judith Huber, Klara Schilliger, Monica Klingler, Mirzlekid (Hansjörg Pfister-Köfler), Margarit von Büren und Pascale Grau.

## Aktivitäten/Arbeitsgruppen
PANCH untersucht seit der Vereinsgründung Themen, Aspekte und Methoden von Performance-Kunst mit Treffen und Aktionen. Auch die gesellschaftliche Wahrnehmung von performativem Schaffen wurde und wird mit Hilfe von Performancereihen, Veranstaltungen, Lobbyarbeit, Vernetzung mit kulturellen Institutionen, Organen und Verbänden und kulturpolitischen Tagungen aktualisiert. Das Fehlen von schriftlicher Resonanz auf Performancekunst Aufführungen führte 2014 zur Arbeitsgruppe Resonanz in Sprache und versammelt Texte zu Performances auf der Apresperf und Panch Webseite um das Schreiben über das Ephemere zugänglich zu machen. Als Reaktion auf die Ausstellung Performance Process – Eine Annäherung an die Schweizer Performancekunst von 1960 bis heute im Museum Tinguely in 2018 lancierte PANCH zwei unangekündigte Aktionen zur Sichtbarmachung nicht repräsentierter Performermanceexistenzen, als Institutionskritik und daie Publikation von Performance Art Roll On – Eine Annäherung an Lücken der Ausstellung Performance Process im Museum Tinguely, eine außergewöhnliche Zusammenarbeit von Künstlerinnen, Vermittlerinnen und Theoretikerinnen. Das Projekt Archive des Ephemeren wurde 2019 als kulturelle Debatte lanciert und machte Archivierungsfragen der Performancekunst einer breiteren Öffentlichkeit verständlich. Mit dem Projekt Eurovision hat PANCH mit Unterstützung von Pro Helvetia bis 2020 sieben Reisen durch Europa dokumentiert, so die Vernetzung mit europäischen Performance Netzwerken verankert und Informationen auf der PANCH Internet-Plattform publiziert. 2020 mündete diese Recherche in dem internationalen Performance Festival Partout in Lausanne und Basel in Zusammenarbeit mit dem Theater Arsenic Lausanne und in der Kaserne Basel in Zusammenarbeit mit dem Kunstraum Kaskadenkondensator, dem Haus der elektronischen Künste in Basel um die Vielseitigkeit von Performance einem breiten Publikum vorzustellen.
Im Sommer 2022 kuratierten Muda Mathis, Chris Regn, Andrea Saemann und Lena Eriksson die Ausstellung Bang Bang – Translokale Performance Geschichten im Museum Tinguely und PANCH war 4 Wochen eingeladen als Kollaborationspartner unter dem Titel Soziale Eleganz präsent zu sein um das Performance Art Netzwerk Schweiz mit performativer Präsenz und einem ganztägigen Performance Happening im Museums Park vorzustellen.

## Publikationen
Performance Art Roll On, Redaktion: Andrea Saemann, Muda Mathis, Chris Regn; Herausgeber*innen: Kaskadenkondensator, PANCH Performance Art Network Schweiz, Performance Chronik Basel, 2018
Must or Not – Performance & Photography, Verlag Existenz und Produkt, Basel, 2024, ISBN 978-3-907364-17-8